# Twee amoureuse liedekens (Klencke Pers)
Twee amoureuse liedekens  is een boekuitgave van de Klencke Pers uit 1992 van twee gedichten van J.H. Leopold.

## Geschiedenis
Cees van Dijk (1925-2019) had tussen 1972 en 1985 een private press in Haarlem, de Tuinwijkpers. In 1983 verhuisde hij naar Oosterhesselen in Drenthe waar hij zijn Klencke Pers begon. Met die laatste pers (eigenlijk met computer en laserprinter gedrukte uitgaven) verzorgde hij verscheidene uitgaven van en over de dichter J.H. Leopold, zoals Vijf 'middeleeuwse' liedjes, Deze uitgave moet overgedaan worden (een krantenpolemiek rond de in 1926 verschenen tweede bundel verzen van Leopold), Ma'an ibn Zaida en het onderhavige Twee amoureuse liedekens.

### Uitgave
De uitgave verscheen in een katern van 16 pagina's die werden gestoken in een grijs omslag waarbij op het voorplat een wit etiket met auteursnaam en titel cursief gedrukt zijn. Er staan twee illustraties in de uitgave afgedrukt; van wie de illustraties zijn, wordt niet aangegeven. De colofonpagina geeft aan dat de uitgave gedrukt is in februari 1992 in een oplage van twaalf exemplaren die elk op de pers genummerd zijn.